# Európai borz
Az európai borz (Meles meles) a menyétfélék családjába tartozó, szinte egész Európában elterjedt és gyakori állatfaj. A Természetvédelmi Világszövetség Vörös listáján széles elterjedése, stabil állományai miatt nem fenyegetett státusszal szerepel. Több alfaja is ismert, de messze a leggyakoribb a Magyarországon is kizárólagos M. m. meles.
A borz testalkata zömök, erőteljes, feje kicsi, farka rövid. Bundája a hátán ezüstszürke színű, fején fehér alapon két jellegzetes hosszanti csík található. Súlya változó: tavasszal, téli álma után, 7–13 kg-os, míg ősszel, a télre készülve átlagosan 15–17 kg-osra hízik. Éjszakai életmódot folytat. Nagy föld alatti üregrendszerben, borzvárban él, amelyet több társával, rokonával oszt meg. A borzvár számos járatból és üregből áll, teljes hossza elérheti a 35-80 métert. A borzok rendszeresen karbantartják, takarítják a borzvárat, friss almot hordanak a kamrákba. Ürüléküket közösen használt, territóriumuk határán vagy a borzvár közelében kialakított latrinákba helyezik el.
Bár a ragadozók rendjének tagja, a borz mindenevő, növényi és állati eredetű táplálékot egyaránt fogyaszt. Étrendjét alapvetően zöld növényi részek, magvak, gyümölcsök, földigiliszták, rovarok, csigák, kisemlősök teszik ki, de megeszi a dögöt, a madártojást, megdézsmálja a kukorica- és búzatáblákat is. A nőstény tavasszal hozza világra egy-öt kölykét. A fiatal borz gyakran családjával marad a borzvárban, amelyet más állatokkal - rókákkal, nyulakkal, nyestkutyákkal - is megoszthatnak.
Az európai borz nem védett, vadászata Magyarországon csak tavasztól kora nyárig korlátozott. Az apróvadakban, gabonatáblákban kisebb gazdasági károkat okozhat és hordozhatja a veszettség vagy a szarvasmarha-tuberkulózis kórokozóját. Magyarországi állományát 37 ezresre becslik. A magyar borz szó ótörök eredetű.

## Megjelenése

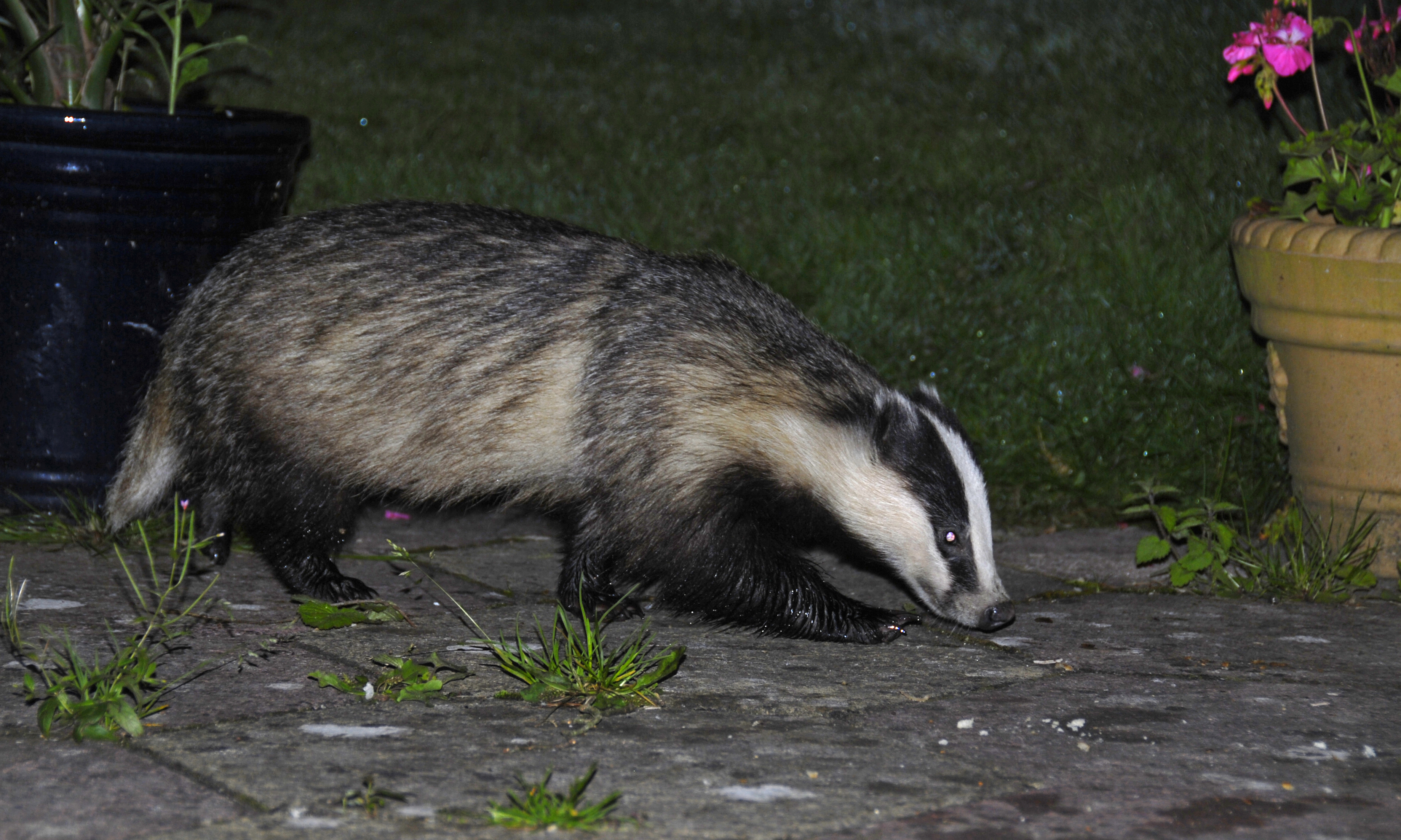
Éjjel vadászó borz

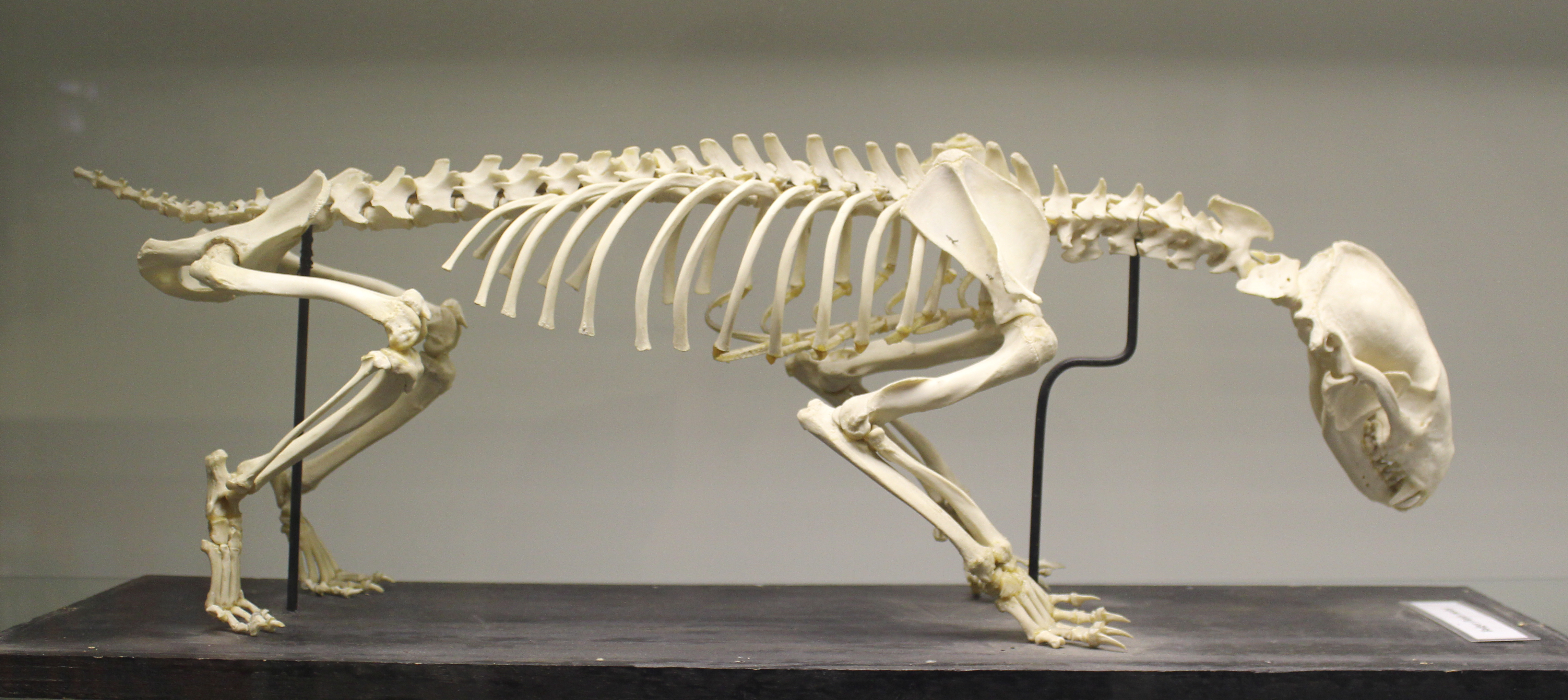
Borzcsontváz

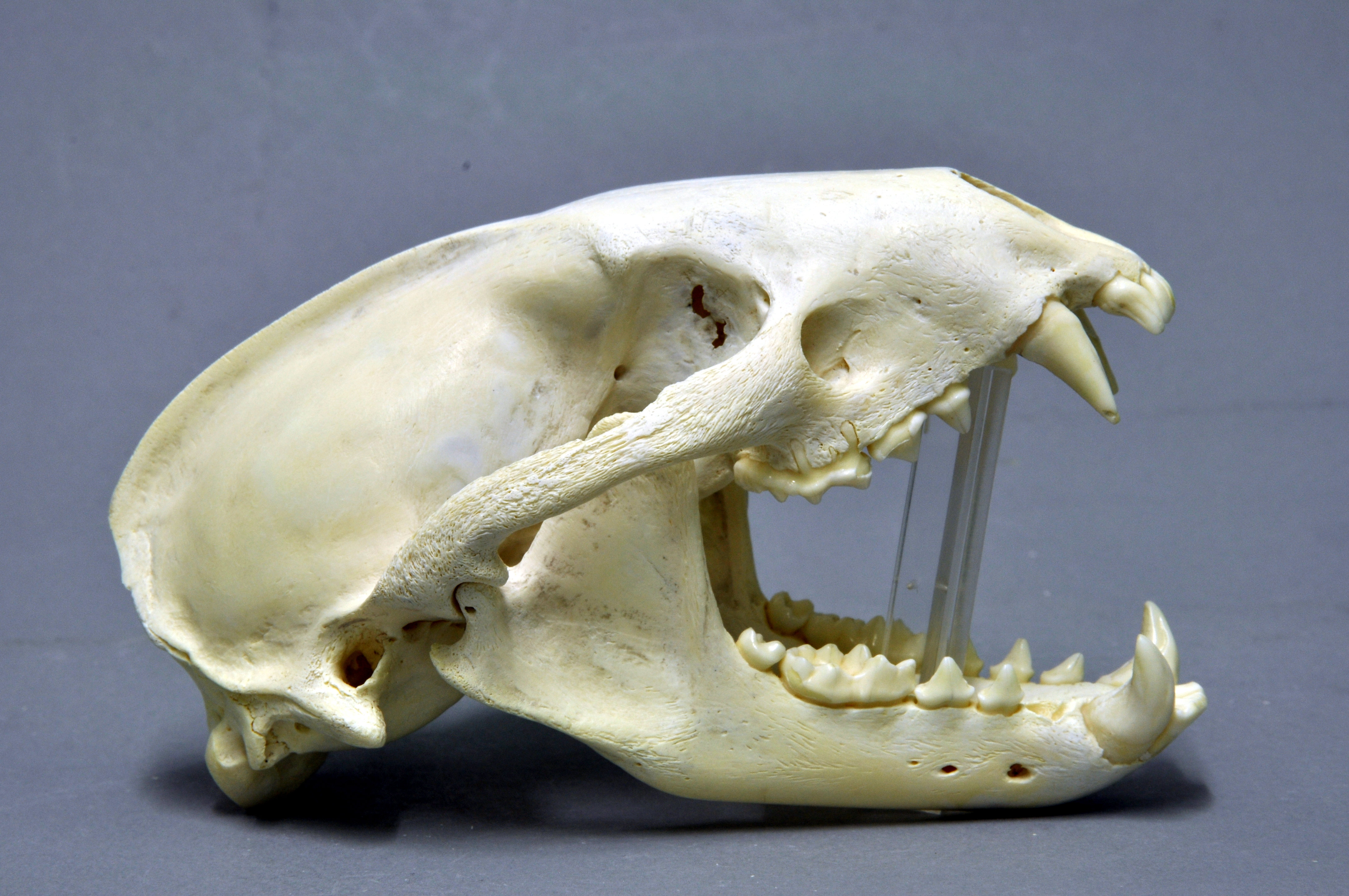
Borzkoponya

Az európai borz teste zömök és erőteljes, feje kicsi, ék alakú, nyaka tömzsi és vaskos, farka rövid. Végtagjai rövidek, erősek, mindegyik végén öt ujj található. Járás közben talpukat többnyire a talajra támasztják Karmai hosszúak, erősek, végük tompa; segítségükkel jól tud ásni. Karmait nem tudja visszahúzni és a hátsó lábain idővel elkopnak. Az öreg borzok hátsó karmai néha tövig le vannak kopva. Megnyúlt orruk izmos és mozgékony. Szemeik kicsik, fehér végű füleik rövidek. Orrukon és a szem fölött hosszú tapintószőrök találhatók.
A hímek kissé nagyobbak, színezetük sötétebb, fejük szélesebb, nyakuk vastagabb, farkuk keskenyebb; míg a nőstények feje keskenyebb és kevésbé domborodó, farkuk bozontosabb. Mindenevő étrendjüknek megfelelően bélrendszerük hosszabb, mint pl. a rókáé. Vékonybele átlagosan 5,36 m hosszú, vakbele nincs. Mindkét nemnek három pár emlője van, de a nőstényeké fejlettebbek.
A kifejlett borzok marmagassága 25–30 cm, testhossza (farok nélkül) 60–90 cm, farokhossza 12–24 cm, hátsó lábának hossza 7,5–13 cm, fülhossza 3,5–7 cm. A hímek kissé hosszabbak, de súlyuk jelentősen nagyobb lehet a nőstényeknél. Súlyuk évszakfüggő: áttelelés után, tavasszal a legsoványabbak, majd ősz végéig fokozatosan híznak. Az európai borz nyári súlya általában 7–13 kg, míg ősszel 15–17 kg-ot nyomnak.
A lengyelországi Białowieża-erdőben tavasszal átlagosan 10,2 kg-osnak, ősszel viszont akár 19 kg-osra is híztak (átlagosan 46%-kal gyarapítva tömegüket). Angliában tavasszal 7,9 kg-os, ősszel 9,5 kg-os átlagsúlyt mértek. A dél-spanyolországi Doñana Nemzeti Parkban a kifejlett borzok átlagsúlya 6-7,95 kg között változott. Az országok közötti különbség feltehetően a Bergmann-szabállyal magyarázható, miszerint hidegebb éghajlaton nagyobbak az állatok. Az eddig mért legnagyobb nőstény ősszel 17,2 kg-ot nyomott, míg a bizonyítottan legkövérebb hím elérte a 27,2 kg-ot (nem hitelesített adatokat közöltek egy 30,8 kg-os, sőt egy 34 kg-os borzról is). Átlagsúlyát tekintve az európai borz a második legnagyobb menyétféle a rozsomák után. Szaglásuk kiváló, de látásuk gyenge és nem látja a színeket, legalábbis nem reagál a vörös fényre. Főleg a mozgó tárgyakra figyel fel. Hallásuk élessége az emberének felel meg.

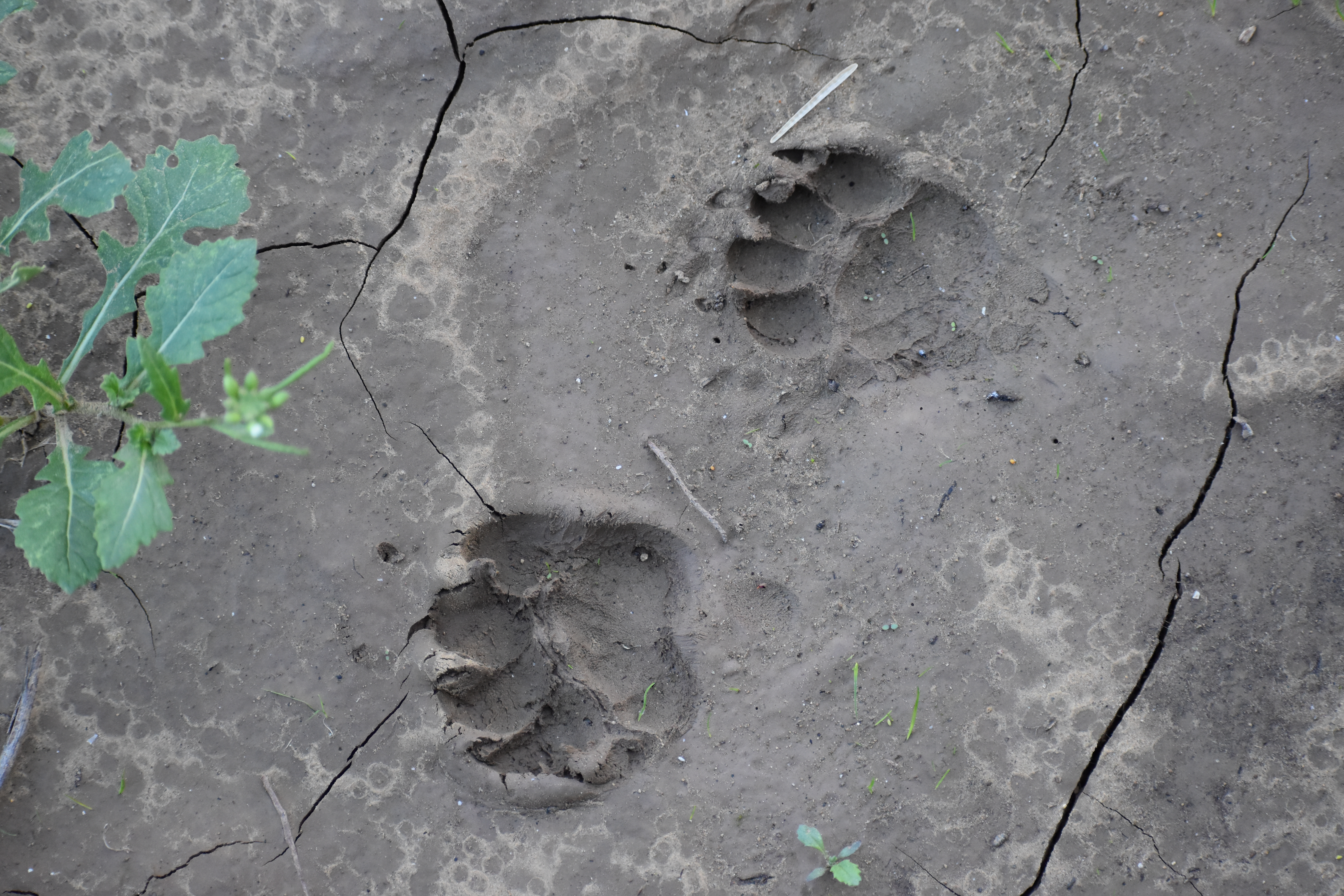
A borz lábnyoma

Koponyája masszív, vaskos és megnyúlt. Agykoponyája ovális alakú, arckoponyája pedig keskeny, hosszúkás. A felnőttek koponyájának tetején csonttaréj található, amely az idős hímeknél 1,5 cm magas is lehet. A taréj tapadási felületet biztosít az állkapocs izmainak, de védi is az agykoponyát az ütésektől. Akárcsak a nyestek esetében, a borzok fogazata is tükrözi mindenevő életmódjukat. Metszőfogaik kicsik és ék alakúak, szemfoguk erőteljes, tépőfogaik nem túl fejlettek. Zápfogaik laposak, növényi táplálékhoz adaptálódtak. Állkapcsuk elég erős a csontok átharapásához; egy alkalommal a feldühített borz akkora erővel harapott egy ember csuklójába, hogy azt amputálni kellett. Fogképlete {\displaystyle {\tfrac {3.1.3.1}{3.1.4.2}}}.
Farka tövében és az ánuszán bűzmirigyek találhatók. A farok alatti mirigyek pézsmaszagú, krémszínű, zsíros folyadékot, míg az anális mirigyek erősebb szagú, sárgásbarna váladékot választanak ki.
Lábnyomán a talppárna és öt - kemény talajon csak négy - lábujj lenyomata látható. A mellső mancsok lenyomata erőteljesebb, mint a hátsóké, és jól látható a hátsó karmok nyoma is.

### Bundája

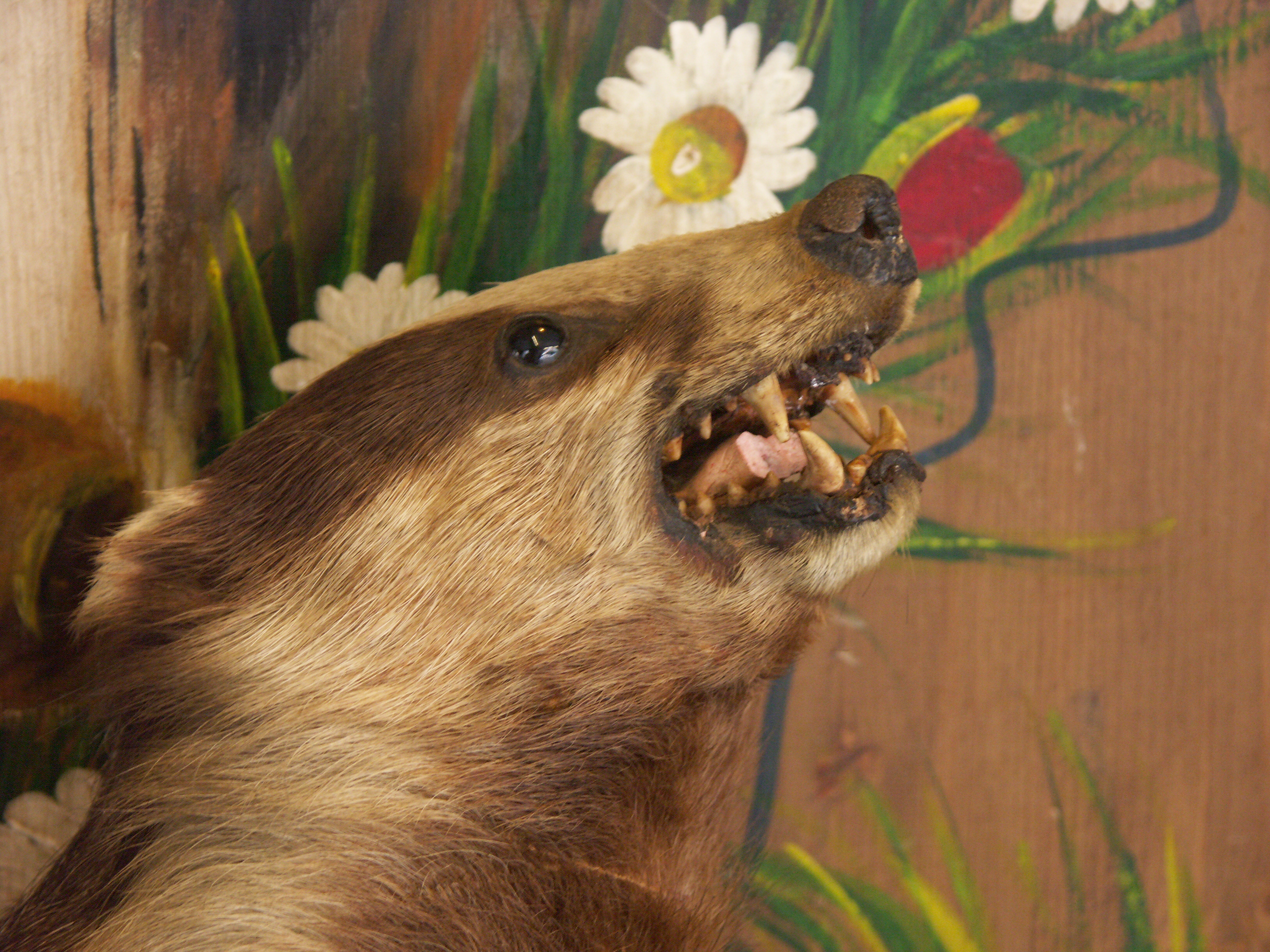
Kitömött vörös színváltozatú borz

A borz téli bundája a hátán és az oldalán hosszabb és dúsabb; a sörteszerű, hosszabb fedőszőrök (ezek a 7,5–8 cm hosszat is elérhetik) alatt puha aljszőrzettel. A hasán a szőr rövidebb és ritkásabb, az ágyékrésznél a bőre is kilátszik. Téli bundájában torka, nyaka alja, mellkasa és lábai feketék. Hasán világosabb, barnás árnyalatú, ágyékrésze barnásszürke. Hátának és oldalainak alapszíne világos ezüstösszürke vagy barnásszürke, de az oldalain szalmasárgás árnyalat is megfigyelhető. Farkán hosszú, durva szőrök találhatók, színe megegyezik a hátéval. A fején fehér alapon két hosszanti fekete csík látható, amelyek a felső ajaknál kezdődnek és szemeken keresztül a fültőig tartanak. A csíkok néha túlhaladnak a füleken és a nyakon át beleolvadnak a hát színezetébe. A csíkok fokozatosan szélesednek: az elejük az orrnál csak 1,5 cm széles, míg a fülnél már 4,5-5,5 cm-esek. A közöttük lévő fehér sáv az orrhegytől a tarkóig, sőt a nyakig tart. A csíkok alatti fehér rész végighúzódik a fej oldalán és a nyakon is. Nyári bundája rövidebb, durvább és ritkásabb, színe mélyebb, de a fekete részek barnássá válnak, néha sárgás árnyalattal. A borzok lehetnek melanisztikusak (feketék) és nem ritkák az albinók/leucisták sem. Az albínó borz fehér vagy sárgásfehér, szeme rózsaszín; a leucista szintén fehér, de szeme normál barna színű. Előfordul körükben az eritrizmus, amikor a fekete színt sárgásvöröses váltja a testükön és megfigyeltek már sárga borzot is.

## Elterjedése és élőhelye
Az európai borz egész Európában elterjedt, csak Észak-Skandináviából, valamint a Földközi-tenger egyes szigeteiről (Szicília, Szardínia, Korzika, Ciprus) hiányzik. Megtalálható Kis-Ázsiában, a Közel-Keleten, a Kaukázusban, valamint Irán és Afganisztán északi részén is. Az ázsiai borztól a Volga folyó választja el. A kaukázusi borz életterétől az Észak-Kaukázus határolja el, de a határ nem éles, elterjedésük átfed, ahol a két faj feltehetően hibridizálódik is. Meglehetősen gyakori állat és a veszettség visszaszorításával létszáma növekedőben van. Az Egyesült Királyságban az 1980-es és 90-es években számuk 77%-kal nőtt. Magyarországon is ebben az időszakban gyarapodott jelentősen a számuk és meghódították az alföldi régiókat is.
Az európai borz leginkább tisztásokkal tarkított lomberdőkben vagy ligetes réteken érzi jól magát, de előfordul vegyes erdőkben és fenyvesekben, bozótosokban (beleértve a mediterrán maquit), sőt nagyobb városi parkokban is. Erdőn kívül ritkán telepszik meg, de kedveli a bokros, erdőfoltokkal, ligetekkel tarkított, kisparcellás mezőgazdasági területeket. Hegyvidékeken 2000 méterig is hatol.

## Viselkedése

### Társas viselkedése

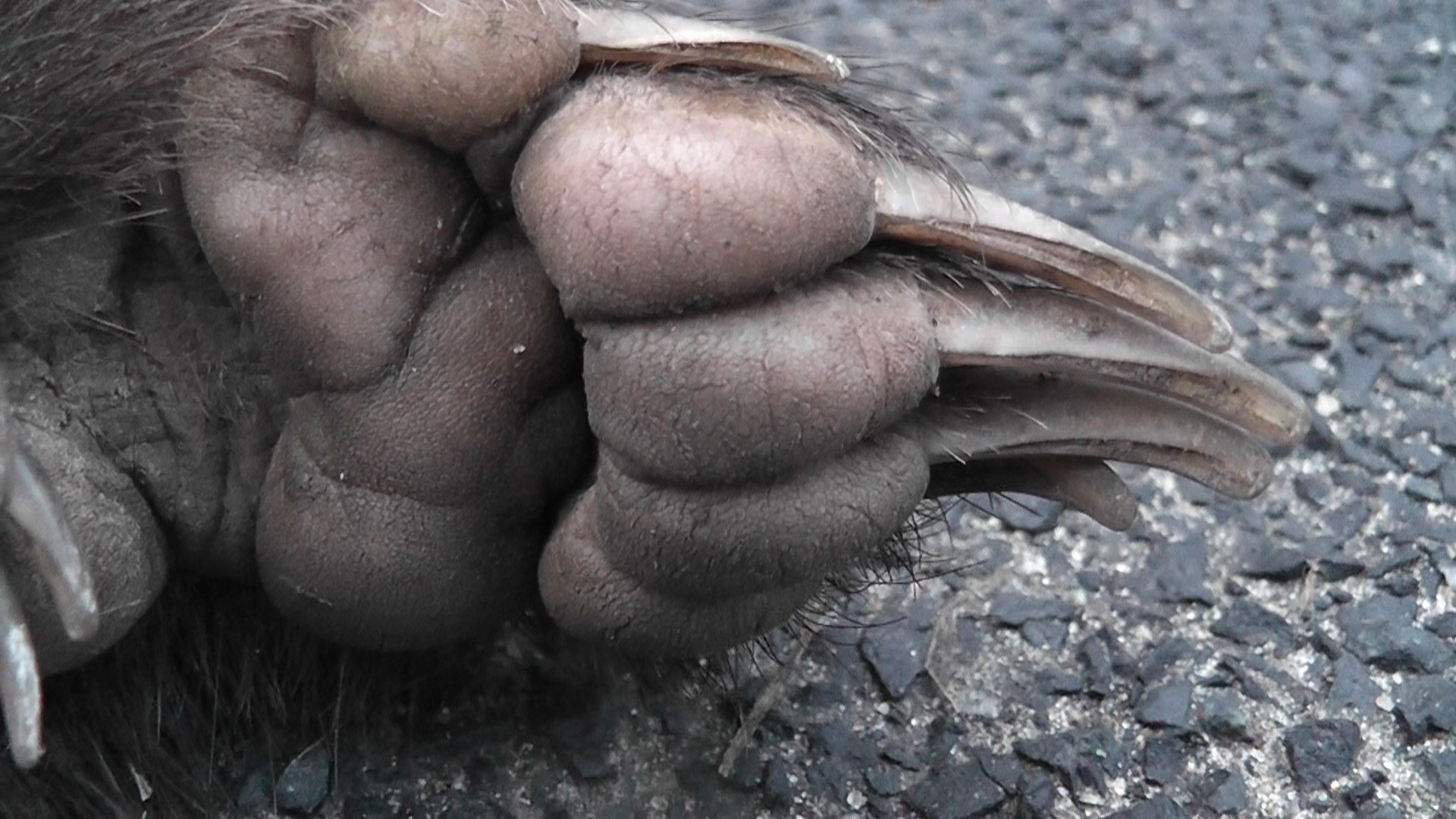
A borz karmai

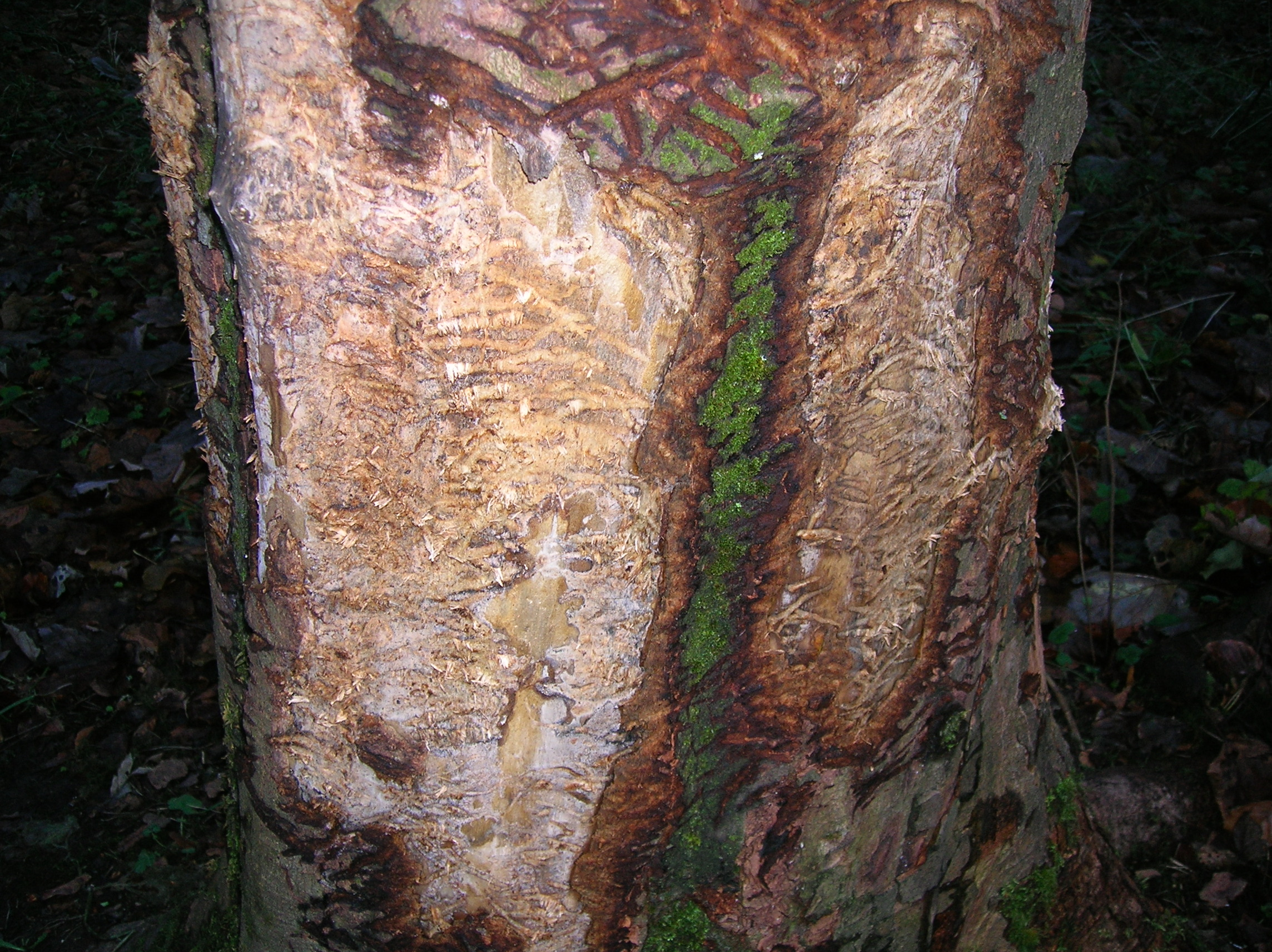
Borzok kaparófája

A borzok napnyugtától hajnalig aktívak, éjszakánként akár 90 hektár területet is képesek bejárni.
Az európai borz a borzok között a legszociábilisabb, átlagosan hat felnőtt egyedből álló csoportokat alkot, de megfigyeltek már 23 fős csapatot is. Az állatok bár egy borzvárban élnek, élelmet egyedül keresnek. A csoport mérete valószínűleg a környezet eltartóképességétől függ. Optimális körülmények között 30 hektáros territórium is elég lehet eltartásukhoz, de szűkös élelemforrások esetén 150 hektárra is szükség lehet. A borzok jelenlétéről jól kijárt ösvényeik és közösen használt ürítőhelyeik árulkodnak. A territóriumok határait inkább a hímek jelzik és védik, elsősorban a párzási időszakban. A csoporton belül feltehetően létezik valamilyen hierarchia is, ahol a nagyobb testű, erősebb hímek a dominánsak. A nagyobb hímek a kora tavaszi párzási időszakban betolakodhatnak a szomszédos csoportok territóriumaiba, amelynek gazdái fenyegető viselkedéssel vagy tényleges küzdelemmel védhetik birtokukat. Harc közben egymás nyakát vagy farát igyekeznek megharapni és eközben futkároznak, üldözik a másikat. Ilyenkor súlyos - olykor halálos kimenetelű - sérüléseket is képesek okozni egymásnak.
Ettől eltekintve a borzok csoporton belül és kívül is meglehetősen jól tolerálják egymást. Gyakran megfigyelhető, ahogyan gondosan kurkásszák egymást, fogaikkal és karmaikkal egyaránt; a kurkászásnak a tisztálkodáson, élősdimentesítésen kívül valószínűleg társas funkciója is van.
A borzok különféle hangokkal kommunikálnak. Ha veszélyben érzik magukat mély hangon morognak, verekedés közben pedig éles, nyekergő hangokat hallatnak. Ha valamin meglepődnek vakkantanak, játék közben nyihognak. Ha megijednek élesen visítanak. A kutyák által megtámadott vagy szexuális izgalomban lévő borz felemeli farkát és felborzolja a szőrét.

### A borzvár

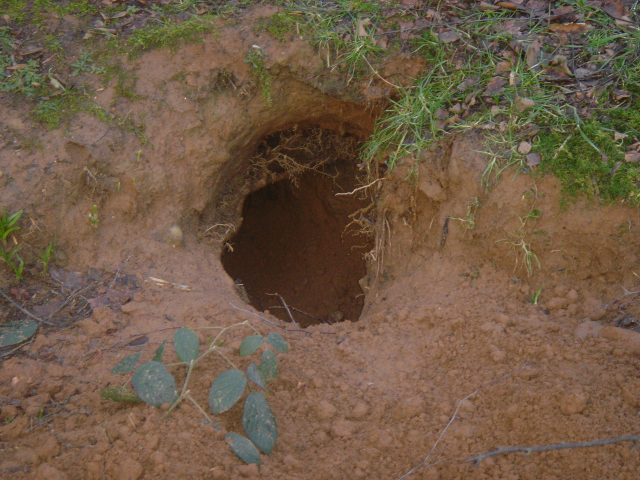
Borzvár bejárata

A többi borzhoz hasonlóan az európai borz is föld alatti kotorékokban lakik, amely borzvárnak nevezett, többnyire igen bonyolult felépítésű üregrendszer. A nagyobb borzvárak nemzedékről nemzedékre öröklődnek. Kijáratainak száma a néhánytól egészen ötvenig terjedhet. A kijárat mintegy 20 cm széles, vízszintesen ovális (szemben a róka függőlegesen ovális kotorékbejáratával), alul a borz karmai által barázdált. A kiterjedt járatokban több borzcsalád is otthonra lelhet; ilyenkor a famíliák saját üregeikbe különülnek el. Egyes kijáratokat csak veszély (vagy játék) esetén használnak. A járatok általában 22–63 cm szélesek és 14–32 cm magasak. A családok általában három alvókamrát használnak, van amelyikből mindkét végén járat nyílik. A nőstények "szülőszobája" átlagosan 74x76 cm-es, 38 cm magas és 1-2 méter mélyen, 5-10 méternyire helyezkedik el a legközelebbi kijárattól. Az üregrendszer általában 35-80 méter hosszú.
A járatok karbantartása, ásása, az alom gyűjtése egész évben folyik, de főleg ősszel és tavasszal végzik intenzíven. A kamrákat fűvel, levelekkel, mohával bélelik. A borzok igen tiszta állatok, almukat rendszeresen cserélik; egyetlen éjszaka akár harminc adag almot is behordanak a borzvárba. Tavasszal a kölykök születése előtt is kitakarítanak, és a nyár során is több alkalommal cserélik az almot, hogy elkerüljék a paraziták felhalmozódását.
Ha egy borz a borzvárban pusztul el, társai lezárják a kamráját és újat ásnak helyette. Néha kivonszolják az elpusztult társukat és odakint ássák el. A borzvár szinte mindig egy fa tövében helyezkedik el és a fán a borzok gyakran élesítik karmaikat. A borzok közös ürítőhelyekre helyezik el ürüléküket, amely általában a borzvár mellett, a territórium határán vagy bőséges táplálékforrás közelében helyezkedik el.
A borzvárakba néha rókák, nyestkutyák vagy üregi nyulak is beköltöznek. A nyulak itt menedéket találnak a nagyobb ragadozók ellen, de óvatosnak kell lenniük, mert a borzok is megtámadhatják őket, ezért inkább kisebb, nehezen elérhető kamrákba húzódnak.
Szélsőséges esetben, ha a talaj egyáltalán nem alkalmas kotorék kialakítására, a borzok szénakazlakban is áttelelhetnek.

### Szaporodása
A hímek átlagosan 12-15 hónaposan (de megfigyeltek már 9 és 24 hónapos szélső értékeket is) válnak ivaréretté és leginkább január-május között készek a párzásra. Nyáron csökken a spermiumtermelési képességük. A nőstények többnyire második életévükben (különleges esetben már 9 hónaposan) kezdenek ovulálni. Ők egész évben tüzelhetnek, de leggyakrabban tavasszal, február és május között. Tüzelésük 4-6 napig tart. Nyáron többnyire már csak azok a nőstények párzanak, amelyek tavasszal nem találtak partnert, vagy megkésett a fejlődésük.
A borzok általában monogámak, a hímek jellemzően egész életükben kitartanak egy nőstény mellett; míg a nőstényeknek egynél több partnerük is lehet. A hím gyakran más csoportba tartozik, akár a kölykök 54%-ának is lehet másik kolóniából származó apja. A párzás 15-60 percig tart; bár a borzpár tüzelésen kívül is végezhet egy-két perces közösülést. A megtermékenyített petesejt 2-9 hónapig inaktív marad és csak télen, decemberben ágyazódik be a méhfalba (a decemberben megtermékenyített petesejt azonnal is beágyazódhat). A vemhesség hét hétig tart. A kölykök január közepe és március közepe között jönnek a világra az erre a célra kijelölt földalatti kamrában. Jellemzően csak a domináns nőstények szaporodnak, az alacsonyabb rangú nőstények szaporodási képességét elnyomják vagy megölik a kölykeiket.
A nőstény egy-öt utódot hoz a világra. Az újszülöttek mintegy 12 cm hosszúak és 75-132 grammosak (több kölyök esetén kisebbek), ritkás szőrzetük halványszürkés, szemük csukott. Három-öt napos korukban karmaik besötétednek és megjelennek fekete szőrszálaik. Szemük 4-5 hetes korukban nyílik ki és ekkor hullanak ki a tejfogaik is. Nyolchetesen óvakodnak ki először a külvilágba és anyjuk tizenkét hetesen választja el őket, bár egyes esetekben 4-5 hónapos korukig is szopnak. Az alacsonyabb rangú nőstények segítik az anyát a kölykök őrzésében, etetésében, kurkászásában. A fiatal borzok 6-9 hetes korukban nyerik el a felnőttekre jellemző színezetüket. Azokon a vidékeken ahol sok borz él, a kölykök jellemzően az anyakolóniájukkal maradnak, bár időnként meglátogathatják a szomszédos borzvárakat. A borzok vadon átlagosan 15 évig élnek.

### Téli álom
A borzok nyár végétől elkezdenek a téli álomra készülni és zsírtartalékokat halmoznak fel. A borzvárat kitakarítják, a szülőkamrát megtöltik alommal. A havazások megindulásakor már nem járnak ki a kotorékból, száraz levelekkel és földdel lezárják a bejáratokat és téli álomra vonulnak vissza. Az északi országokban egész télen alszanak október végétől, november elejétől kezdve és csak márciusban vagy április elején bújnak elő. Közép- és Dél-Európában, ahol a telek kevésbé kemények, időnként előbújnak, sőt a téli álom teljesen el is maradhat.

### Étrendje

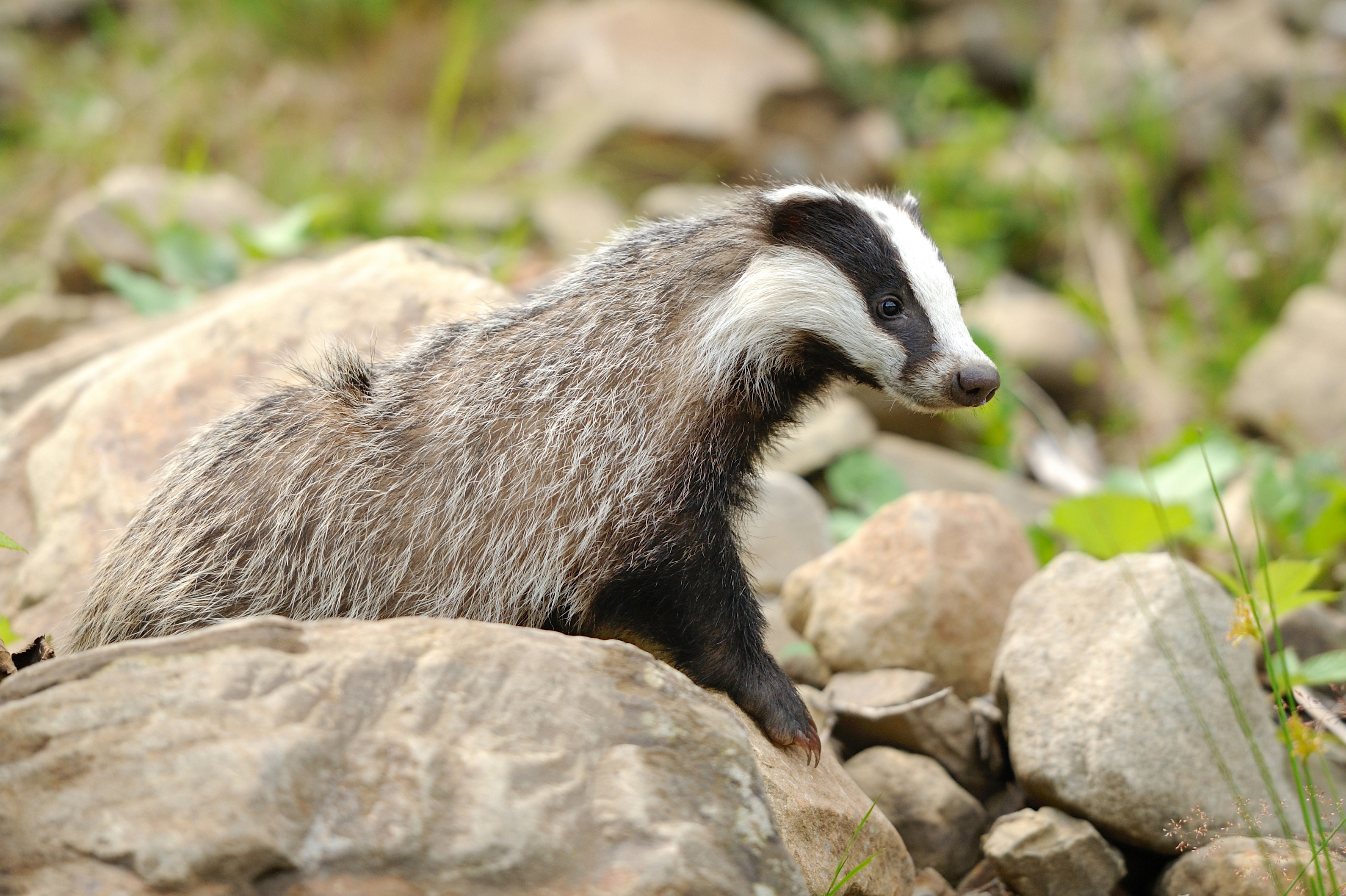
Kárpátaljai borz

Az európai borz a húsevők (Carnivora) rendjének egyik legkevésbé húsevő tagja; a gyakorlatban inkább generalista és opportunista mindenevők, más állatokat és növényeket egyaránt fogyasztanak. Dél- és Közép-Európában, valamint a Brit-szigeteken egyik legfontosabb zsákmányuk a földigiliszta, de megeszik a nagyobb rovarokat, a dögöt, a magvakat, gyümölcsöket, kisemlősöket (mint a nyúl, egér, pocok, patkány, cickány, vakond vagy sün). A rovarok közül megeszik a bogarakat, hernyókat, bábokat, feltúrják a darazsak és poszméhek fészkét. A darázsfészket egészben felfalják lárvástól, darazsastól, papírostól; vastag szőrük és bőrük megvédi őket a csípésektől. Ha hozzáférnek megeszik a gabonát, a gyümölcsök közül többek között a lehullott almát, körtét, szilvát, cseresznyét, ezen kívül a makkot, bükkmakkot, különféle növényi gumókat és hagymákat is.
Ha alkalom nyílik rá, megeszik a madarakat, kétéltűeket, halakat, gyíkokat, teknősöket, csigákat, gombákat, de szükség esetén ráfanyalodhatnak levelekre és fűre is. Általában 560-850 gramm ételt falnak fel naponta (ami egy 15 kg-os állat esetében testsúlya 4-7%-át jelenti); a fiatalok általában falánkabbak a felnőtteknél. Az eledelt többnyire a helyszínen eszik meg, ritkán hurcolják be a kotorékba.
Egy 2010-es magyarországi vizsgálat szerint a borzok nyáron leginkább zöld növényi részeket, füveket esznek, gyomortartalmuk 27%-át ez teszi ki, Emellett nagyjából egyenlő arányban fogyasztanak földigilisztát, rovarokat, csigákat, kisemlősöket. Ősszel és télen előtérbe kerülnek a gyümölcsök, magvak és ha megtehetik rájárnak a gabonatáblákra, főleg a kukoricára amit előszeretettel fogyasztanak az erdei állatok szóróin is. Vadászati jelentőségű apróvadak maradványait egyáltalán nem találták meg a borzok gyomrában.
A borzok ha tehetik vadásznak a nyulakra, főleg a kölykeikre. A fiatal nyulakat szag alapján találják meg a vackaikban, majd kiássák őket. Hegyvidékeken, ahol kevés a növényi táplálék, a nyúl étrendje fő fogását is képezheti. A kifejlett nyulakat általában nem tudják elfogni, legfeljebb ha sérültek vagy csapdába kerültek. A nagyobb zsákmánynak (mint a nyúl vagy a sün) csak a belsőségeit eszik meg, a bőrét meghagyják.  Megfigyelték, hogy ahol sok a borz, a sünök száma megfogyatkozik. Egyes igen ritka esetekben megtámadhatják a fiatal bárányokat is, de a borzvárak környékén talált gyapjú- és csontmaradványok szinte mindig rókáktól származnak, mert a borzok nem viszik haza a zsákmányukat.
Madarakat vagy baromfit csak nagyon ritkán ejtenek el. A legtöbb esetben még a baromfiudvarok közelében épített borzvárak esetében sem okoznak gazdasági kárt. Amikor mégis megkockáztatják a gazdasági épületekbe való behatolást, az többnyire február-márciusban történik, amikor már felélték zsírtartalékaikat, de az erdő még alig nyújt élelmet. Ha beszabadulnak a tyúkólba, több tyúkot is elejthetnek, mint amennyit elfogyasztanak.

### Viszonyuk más ragadozókkal

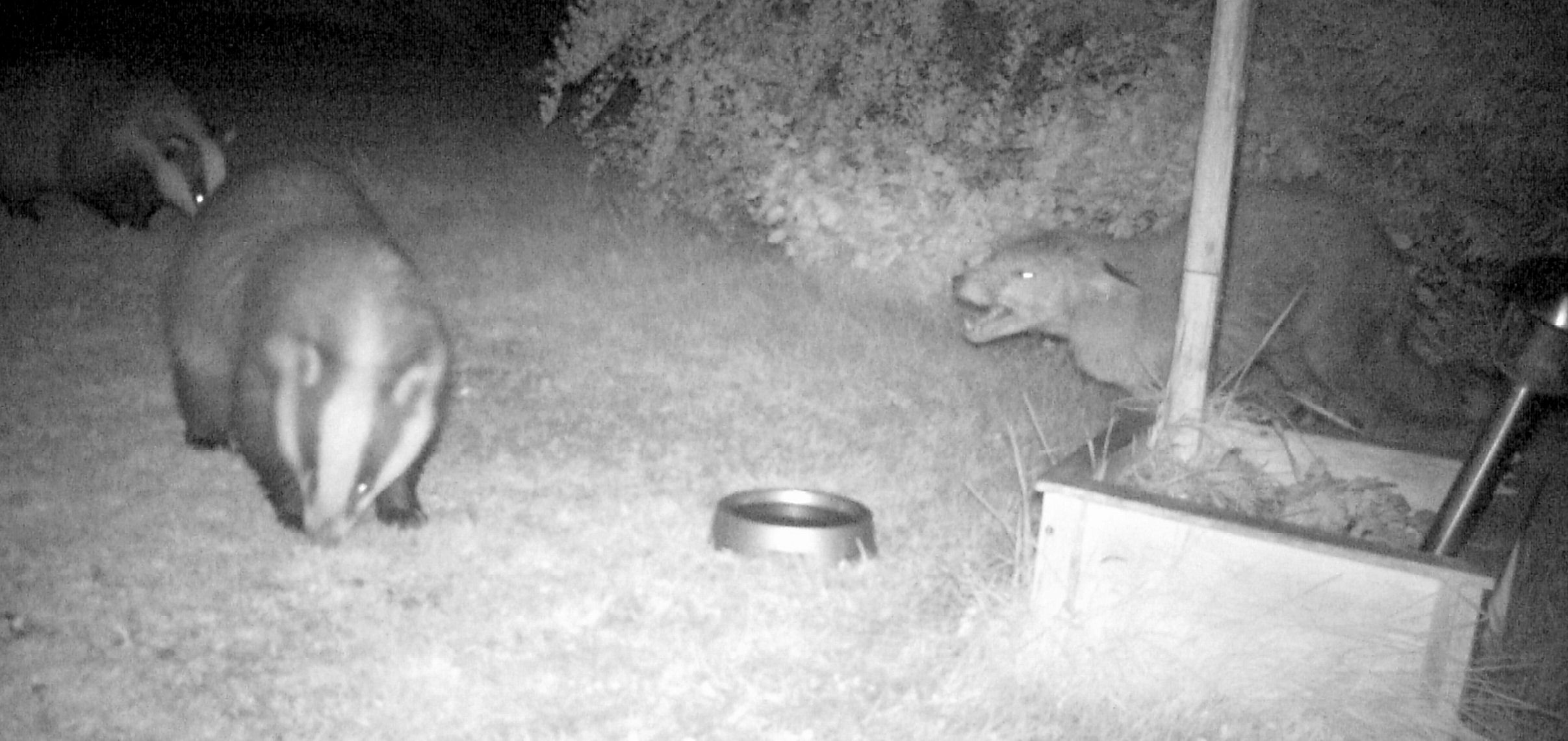
Róka és két borz konfliktusa

A borznak kevés a természetes ellensége. Általában konfliktuskerülő, de ha sarokba szorítják rendkívül agresszívvá válik és súlyosan megsebesítheti a közepes méretű ragadozókat. A kifejlett borzokra a farkas, a hiúz, a barnamedve vagy a nagyobb termetű kutyák jelenthetnek veszélyt. Tényleges támadásokra ritkán kerül sor; egyrészt mert a ragadozók száma erősen megcsappant Európában, másrészt azok ha tehetik, inkább a könnyebb zsákmányt keresik (pl. az olyan patásokat, mint az őzek vagy vaddisznók). A vörös rókák sok esetben beköltöznek a még lakott borzvárak elszigetelt részébe. A két faj valószínűleg jól tolerálja egymást és kisebb előnyre is szert tesznek az együttműködésből; pl. a borzok elfogyasztják a rókák zsákmányának maradékát. Az együttélés azonban nem mindig problémamentes, megfigyelték, hogy a borzok kikergették a rókákat és elpusztították a kölykeiket; de tavasszal a rókák is végezhetnek az újszülött borzkölykökkel. Olykor a szirti sas is megtámadja a borzkölyköket, sőt a felnőtteket is, amikor azok tavasszal legyengülve előbújnak az üregeikből. Néha az uhu, a rétisas vagy a fekete sas is elkap egy borzkölyköt, ha lehetősége adódik rá. A rókákhoz hasonlóan a nyestkutyák is beköltözhetnek a borzvárba. Számos eset ismert, hogy együtt teleltek át; az együttélést megkönnyíti, hogy a borzok két héttel korábban merülnek téli álomba és két héttel tovább alszanak, mint a nyestkutyák. Ritkán, de előfordul, hogy ugyanabban az üregben élnek a borzok és a nyestkutyák kölykei. Ha azonban konfliktus tör ki közöttük, a borzok kiűzik vendégeiket vagy akár el is pusztítják őket.

### Betegségek és paraziták
A szarvasmarha-tuberkulózis kórokozója, a Mycobacterium bovis a borzok között is pusztít, bár a fertőzött állatok még évekig elélhetnek és szaporodhatnak, mielőtt végez velük a betegség. A borzok érintettségét először 1951-ben figyelték meg Svájcban, ahol valószínűleg a zergéktől vagy az őzektől kapták el. Lehetséges hogy rezervoárul is szolgálnak a kórokozó számára és egyes - vitatott - vélemények szerint szükséges lehet a borzok irtása, ha egy területen meg akarják szüntetni a járványt.
A borzokat megfertőzheti a menyétfélék herpeszvírusa, a veszettség és a szopornyica is. A nem járványos betegségek közül érintheti őket többek között az érelmeszesedés, tüdőgyulladás, mellhártyagyulladás, vesegyulladás, bélgyulladás, ízületi gyulladás, vagy különböző tumorok (mint a limfoszarkóma).
Belső parazitáik a galandférgek, orsóférgek, mételyek. Bundájukban megtelepedhetnek a különféle bolhák, mint a rájuk specializálódott Paraceras melis és Chaetopsylla trichosa és az emberen is élő Pulex irritans; tetvek (Trichodectes melis), kullancsok (Ixodes ricinus, Ixodes canisuga, Ixodes hexagonus, Ixodes reduvius, Ixodes melicula). Rühösek is lehetnek. Sok időt töltenek bundájuk tisztán tartásával és egymást is gyakran kurkásszák élősködők után kutatva, főleg a nehezebben hozzáférhető háti oldalon. A kurkászásnak tehát a szociális funkción kívül egészségügyi hatása is van.

## Taxonómia
Az eurázsiai borzot Carl von Linné írta le először 1758-ban kiadott Systema Naturae c. munkájában és az Ursus meles nevet adta neki, vagyis a medvékhez sorolta be. A francia Mathurin Jacques Brisson 1762-ben külön nembe helyezte, amelynek igen sokáig egyedüli faja volt. Az 1990-es évek végén morfológiai és molekuláris genetikai bizonyítékok alapján az eurázsiai borz taxont négy fajra bontották: európai (Meles meles), ázsiai (Meles leucurus), kaukázusi (Meles canescens) és japán borzra (Meles anakuma).

### Alfajok
| Alfaj                            | Szinonimák | Leírás | Elterjedés |
| -------------------------------- | --- | --- | --- |
| közönséges borz (M. m. meles)    | Linnaeus, 1758 taxus (Boddaert, 1785) alba (Gmelin, 1788) maculata (Gmelin, 1788) vulgaris (Tiedemann, 1808) europaeus (Desmarest, 1816) caninus (Billberg, 1827) communis (Billberg, 1827) typicus (Barrett-Hamilton, 1899) britannicus (Satunin, 1905) caucasicus (Ognev, 1926) tauricus (Ognev, 1926) danicus (Degerbøl, 1933) | Termete nagy, koponyáján a taréj jól kifejezett. Bundájának pehelyszőrzete dús. Háta ezüstszürke, fején a világos mintázat teljesen fehér, a nyak oldalára és a tarkóra is kinyúlik. A sötét csíkok szélesek és egészen feketék. Súlya ősszel a 20–24 kg-ot is elérheti. | Szinte egész Európa az Ibériai-félsziget kivételével. Elterjedése keleten a Volgáig és az Észak-Kaukázusig nyúlik. |
| ibériai borz (M. m. marianensis) | Graells, 1897 mediterraneus (Barrett-Hamilton, 1899) | | Spanyolország és Portugália                                                                                        |
| kalmük borz (M. m. heptneri)     | Ognev, 1931 | Viszonylag nagy termetű, több jellemzőjében (mint a halvány, piszkosszürkés-okkeres szín és keskeny feji csíkok) az ázsiai borzra hasonlít. | Észak-Kaukázus, kalmük sztyeppe, Volga-delta                                                                       |
| norvég borz (M. m. milleri)      | Baryshnikov, Puzachenko and Abramov, 2003 | Feje és fogai viszonylag kicsik. | Délnyugat-Norvégia                                                                                                 |

### Evolúciója
Az európai borz valószínűleg a korai pleisztocénben Kína területén élt Meles thorali leszármazottja. A mai faj a középső pleisztocénban alakult ki, fosszíliáit több helyen is megtalálták Közép- és Dél-Európában. Fejlődése során tovább alkalmazkodott a mindenevő életmódhoz, zápfogai és tépőfogai ennek megfelelően módosultak. A borzcsontokat üreglakó életmódja miatt néha a ténylegesnél korábbi geológiai rétegekben találják meg.

## Természetvédelmi helyzete

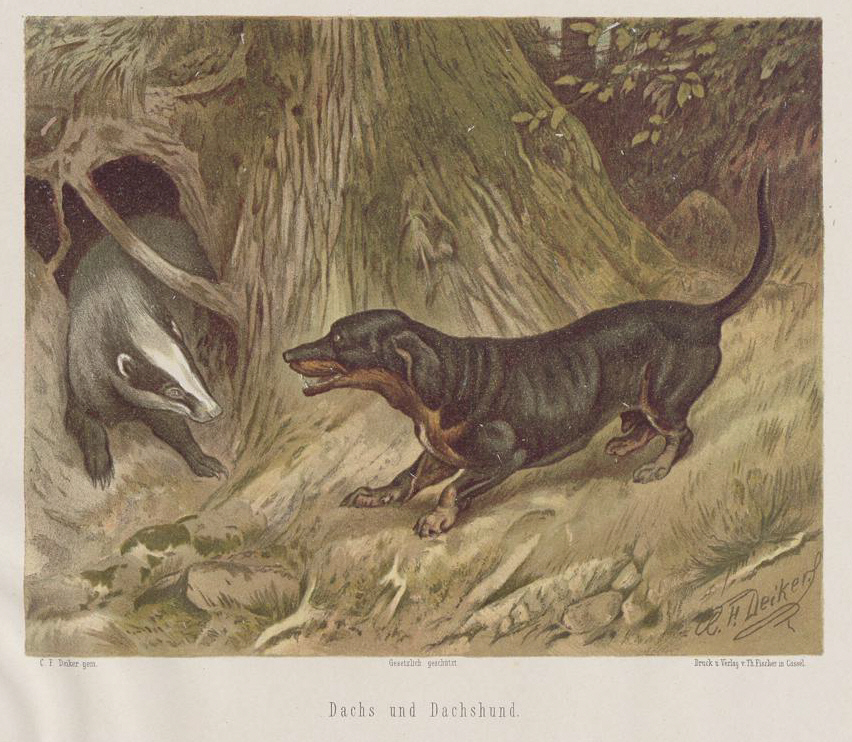
Borzra vadászó tacskó

A Természetvédelmi Világszövetség Vörös listáján az európai borz "nem fenyegetett" státusszal szerepel. A faj gyakori, nagy területen elterjedt és populációi stabilak. Közép-Európában a veszettség visszaszorulásával párhuzamosan létszáma nőtt. Egyes régiókban az intenzív mezőgazdaság terjedése és dúvadként való irtása miatt száma visszaesett. Magyarországi állományát kb. 37 ezresre becsülik.
Az európai borz a Berni egyezmény III. függelékén található, vagyis vadászata bizonyos korlátozásokkal engedélyezett. Magyarországon 1974-ben védetté tették, majd miután állománya megnőtt és megjelent az alföldi régiókban is, 2001-ben ismét a vadászható fajok közé került. Jelenleg részleges korlátozás vonatkozik rá, március 1-jétől június 30-ig csak apróvadas területen, külön hatósági engedély birtokában ejthető el. Míg 2007-ben még csak 3570, a 2019/2020-as vadászidényben már 16 635 borzot ejtettek el.

## Vadászata és felhasználása
A borzot csapdával, lesen (a borzvár kijáratánál vagy etetőnél) vagy kutyával vadásszák (régebben füstgyertyával és mérgezéssel is; ma ezek a módszerek állatvédelmi okokból már nem legálisak). Utóbbi célra erre tenyésztett kotorékebeket használnak, mint pl. a foxterrierek vagy a tacskók (a tacskó német neve, a Dachshund szó szerint borzkutyát jelent). A borzokat azonban nem könnyű leteríteni: bőrük vastag és hosszú szőrrel védett, masszív koponyájuk megvédi őket az ütésektől, sőt a söréttől is, vastag hájrétegük miatt pedig a kisebb sebeik bezárulnak és nem, vagy alig hagynak vérnyomot maguk után. Trófeája a koponya, amelyet cm-ben kifejezett hossza és szélessége alapján bírálnak el; aranyérmet a 23 pont feletti példány kaphat.
A középkorban és a kora újkorban népszerű látványosság volt az állathecc, amelynek során különféle állatokat verekedtettek egymással. Ennek egyik változata volt, amikor élve elfogott borzokra kutyákat uszítottak. Ezt a gyakorlatot Angliában az 1835-ös állatvédelmi törvény tiltotta be először; a tilalmat egy 1911-es törvény megerősítette.

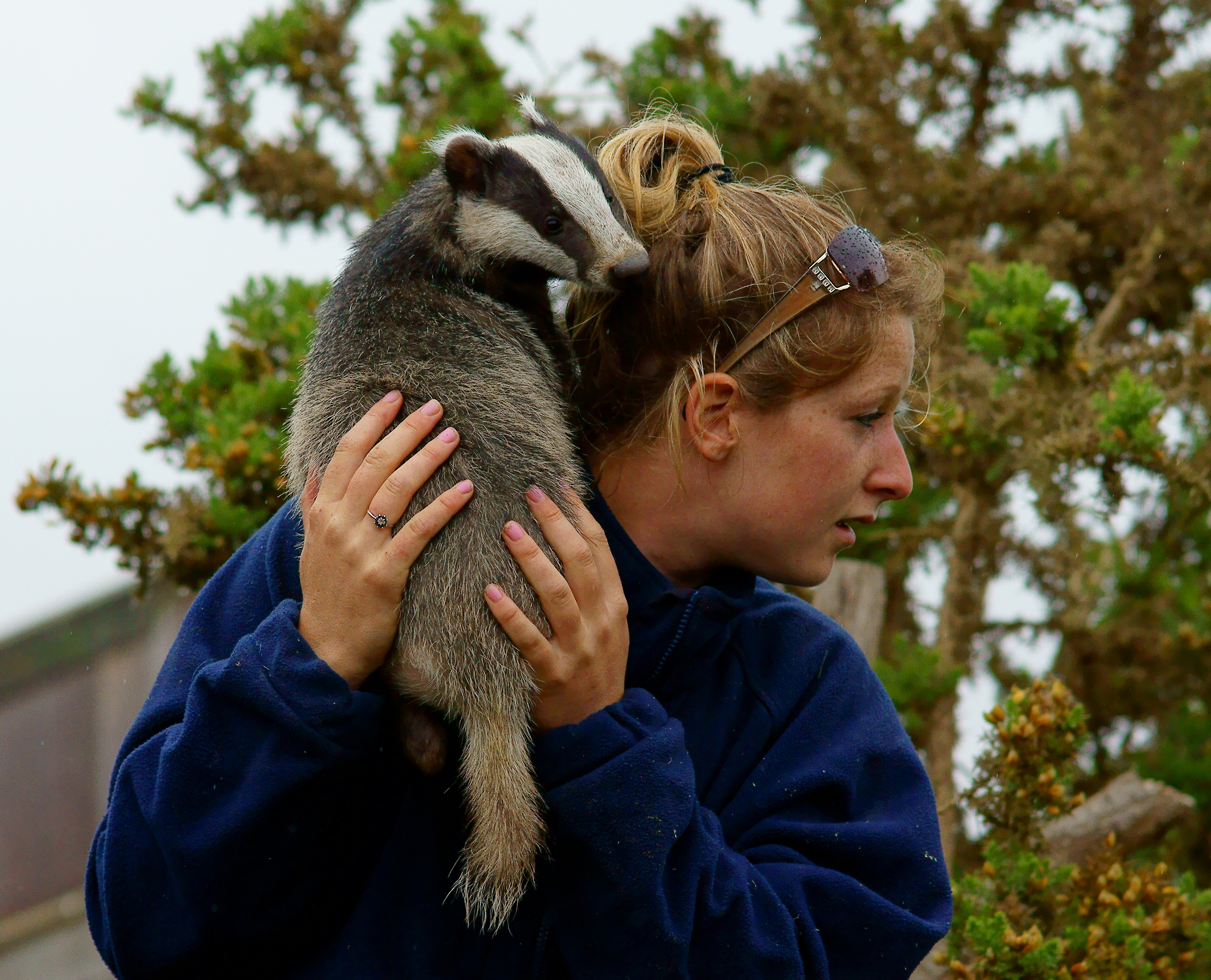
Szelídített borz

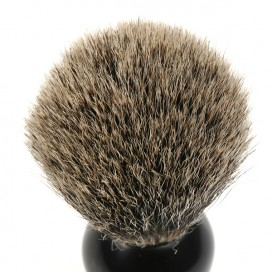
Borzszőrből készült borotvapamacs

Az 1960-as és 70-es években számos európai országban irtották a borzokat a veszettség és a szarvasmarha-tuberkulózis visszaszorítása érdekében. Ezt többnyire a kotorékok elgázosításával végezték. Az Egyesült Királyságban 2013-ban is indítottak egy borzirtási programot, amelyben mintegy 5 ezer állatot pusztítottak el. A lakosság élénken tiltakozott a program ellen, bár kimutatták hogy az irtás következtében a szarvasmarha-tuberkulózis  előfordulása 36-55%-kal csökkent.
A fiatal borzok megszelídíthetők. Etetésük egyszerű, mert szinte mindent megesznek. A kutyákat és macskákat nem viselik el (bár állítólag egyikük összebarátkozott egy szelíd rókával) és a kertben kiássák a rágcsálókat és vakondokat.
A borzhúst valaha egész Európában fogyasztották, de mára csak Kelet-Európa egyes vidéki régióiban maradt meg ez a szokás.

A hagyományos orvoslásban húsát és zsírját köhögés, fulladás, ínhúzódás ellen javallották.
Szőréből ecsetet és borotvapamacsot készítettek, illetve borzszőrrel díszítették a skót felföldi népviselet tarsolyát, a sporrant.

## A borz a kultúrában
A borzok előfordulnak az európai népek meséiben, illetve a mai irodalomban (főleg gyerekkönyvekben) is. Az ír mitológiában a borzok alakváltók és Tara királyának, Tagdnak szolgái. Az egyik mesében Tagd megrója nevelt fiát, Cormac mac Airtot (a leendő ír nagykirályt) mert megölt és megsütött egy borzot. A német folklórban a borzok óvatos, békeszerető nyárspolgárok, akik mindennél többre értékelik az otthon melegét, de ha meglepik őket, igen agresszívak is lehetnek. Rokona Renart róka, akit hiába próbál rábeszélni a tisztességes életre.
Egy régi hiedelem szerint a borzok úgy viszik haza a zsákmányukat, hogy egyikük a hátára fekszik, a másik pedig kukoricát, gyümölcsöt rak a hasára, majd a fekvő borz farkára harapva szánkóként hazahúzza.
Ritkán, de megjelenik a címereken is. Megtalálható többek között a német Thurn und Taxis főnemesi família vagy a svájci Chabrey, a finn Luhanka, a német Rohrenfels, a cseh Jeníkovice községek címerein; de a borz a Tesco kiskereskedelmi hálózat és a Harry Potter-sorozatban a Hugrabug ház címerállata is.

## Fordítás
- Ez a szócikk részben vagy egészben  az   European badger című angol Wikipédia-szócikk ezen változatának fordításán alapul.  Az eredeti cikk szerkesztőit annak laptörténete sorolja fel. Ez a jelzés csupán a megfogalmazás eredetét és a szerzői jogokat jelzi, nem szolgál a cikkben szereplő információk forrásmegjelöléseként.